# Macropogon testaceipennis
Macropogon testaceipennis är en skalbaggsart som beskrevs av Victor Ivanovitsch Motschulsky 1859. Macropogon testaceipennis ingår i släktet Macropogon och familjen Artematopodidae. Inga underarter finns listade i Catalogue of Life.